# Explosão de poeira
Uma explosão de poeira é a combustão rápida de partículas finas suspensas no ar dentro de um local fechado. As explosões de poeira podem ocorrer onde qualquer material combustível em pó disperso está presente em concentrações suficientemente altas na atmosfera ou em outro meio gasoso oxidante como oxigênio puro. Nos casos em que o combustível desempenha o papel de um material combustível, a explosão é conhecida como explosão combustível-ar.
Explosões de poeira são um perigo frequente em minas de carvão e outros ambientes industriais. Eles também são comumente usados por artistas de efeitos especiais, cineastas e pirotécnicos devido à sua aparência espetacular e capacidade de serem contidos com segurança sob certas condições cuidadosamente controladas.
As armas termobáricas utilizam esse princípio saturando rapidamente uma área com um material facilmente combustível e depois incendiando-o para produzir força explosiva. Essas armas são as armas não nucleares mais poderosas que existem.

## Terminologia
Se a combustão rápida ocorrer em um espaço confinado, enormes sobrepressões podem se acumular causando grandes danos estruturais e detritos voando. A liberação repentina de energia de uma " detonação " pode produzir uma onda de choque, seja ao ar livre ou em um espaço confinado. Se a propagação da chama ocorrer em velocidade subsônica, o fenômeno às vezes é chamado de "deflagração", embora o uso mais amplo chame ambos os fenômenos de "explosões".
As explosões de poeira podem ser classificadas como sendo de natureza "primária" ou "secundária". As explosões de poeira primária podem ocorrer dentro de equipamentos de processo ou invólucros semelhantes e geralmente são controladas por alívio de pressão por meio de dutos especialmente projetados para a atmosfera externa.
Explosões de poeira secundária são o resultado do acúmulo de poeira dentro de um edifício sendo perturbado e inflamado pela explosão primária, resultando em uma explosão descontrolada muito mais perigosa que pode afetar toda a estrutura. Historicamente, as fatalidades por explosões de poeira têm sido em grande parte o resultado de explosões de poeira secundárias.

## Condições necessárias
Existem cinco condições necessárias para uma explosão de poeira:
- Uma poeira combustível
- A poeira é dispersa no ar em uma concentração suficientemente alta
- Existe um oxidante (normalmente oxigênio atmosférico)
- Existe uma fonte de ignição
- A área é confinada - um edifício pode ser um recinto